# بولا پوینتر
بولا پوینتر (انگلیسی: Beulah Poynter)(6 ژوئن 1883- 13 اوت 1960) بازیگر و رمان‌نویس اهل ایالات متحده آمریکا بود.